# فرودگاه فویانگ ژیگان
فرودگاه فویانگ ژیگان (به انگلیسی: Fuyang Xiguan Airport) یک فرودگاه همگانی با کد یاتا FUG است. این فرودگاه در کشور چین قرار دارد.

## شرکت‌های هواپیمایی و مقصدهای پروازی
| شرکت‌های هواپیمایی      | مقصدهای پروازی                                              |
| ---------------------- | ----------------------------------------------------------- |
| ایر چاینا              | پکن                                                         |
| China Express Airlines | چنگچینگ ییانگبی، هانگجو ژیاشان                              |
| هواپیمایی جنوبی چین    | بایون گوآنگجو                                               |
| چاینا یونایتد ایرلاینز | پکن نانیوان، شنژن بن                                        |
| شانگهای ایرلاینز       | شانگهای هونگچیائو                                           |
| تیانجین ایرلاینز       | تیانجین بینهای، ونچو یونگچیانگ، زیامن گائوچی، شی‌آن شیان‌یانگ |